# Línea 6A (TUVISA)
La Línea 6A de TUVISA de Vitoria servía de conexión al Barrio de Aldaia con la Línea 6. 

## Características
Esta lanzadera servía para conectar con la Línea 6 la zona del Barrio de Aldaia en el cercano barrio de Zabalgana.
La línea entró en funcionamiento a finales de octubre de 2010, en las reformas que se produjeron en el mapa de transporte urbano de Vitoria y dejó de prestar servicio el 26 de febrero de 2015 al entrar en funcionamiento la Línea 10 - Aldaia-Larrein, que actualmente, parte de su recorrido cubre el antiguo trayecto de esta lanzadera.

### Frecuencias
| de lunes a viernes laborables |        |
| de 7:10 a 22:30               | 10 min |
| sábados laborables            |        |
| de 7:15 a 23:30               | 15 min |
| domingos y festivos           |        |
| de 8:20 a 22:40               | 20 min |
| laborables agosto             |        |
| de 7:15 a 22:30               | 15 min |

## Recorrido
La línea recorría la Avenida de las Naciones Unidas en ambos sentidos entre la Rotondas de Bulevar de Mariturri y la de Avenida del Mediterráneo. Su parada cabecera se situaba cercana al Bulevar de Mariturri. En el 'sentido centro', el transbordo con la Línea 6 se situaba en 'Naciones Unidas/Paseo Unicef' y en el 'sentido Aldaia' dicho transbordo se encontraba en 'Naciones Unidas 1'

## Paradas
| KBHFa |

| HST |

| HST |

| HST |

| HST |

| HST |

| KBHFe |

| KBHFa |

| HST |

| HST |

| HST |

| HST |

| HST |

| KBHFe |

| KBHFa |

| HST |

| HST |

| HST |

| HST |

| HST |

| KBHFe |

| KBHFa |

| HST |

| HST |

| HST |

| HST |

| HST |

| KBHFe |